# 요수 (원나라)
요수(姚燧, 1239년 ~ 1314년)는 원대의 학자이다. 자는 단보(端甫), 호는 목암(牧菴)이다.
낙양(洛陽) 사람으로 원래는 류성(柳城)이 그의 본관이었다. 3세에 아버지를 잃고 백부(伯父) 요추(姚樞)를 따라 소문(蘇門)에 우거하였다. 일찍이 허형(許衡)을 따라 노닐었으며 후에 진왕부문학(秦王府文學)이 되었고, 지원(至元) 연간에 섬서한중도제형안찰사부사(陕西汉中道提刑按察司副史)를 지내고 지대(至大) 원년(1308년) 들어와 태자빈객(太子宾客)이 되었으며, 이듬해(1309년) 영록대부(荣禄大夫)가 제추되고 누차 한림학사승지(翰林學士承旨)에 이르렀으나 4년 뒤에 고향으로 돌아갔다.
고려의 충선왕(忠宣王)이 충숙왕(忠肅王)에게 전위하고 태위(太尉)로서 연경(燕京)의 사저에 머무르며 만권당(萬卷堂)을 짓고 학자들과 학문을 담론하는데, 요수 · 염복(閻復) · 원명선(元明善) · 조맹부(趙孟頫) 등의 학자들이 모두 만권당을 드나들며 충선왕과 함께 학문으로 교유하였고, 고려의 유학자 이제현과도 교유하였다.
요수는 문장이 뛰어나서 "거창하고 웅장하면서 호방하지만 거만하지 않다"(闳肆该洽，豪而不宕)는 평을 들었으며, 서한(西漢) 시절의 풍취가 있다고 하는 평도 있었다. 장강호(张养浩)는 그를 두고 "공은 재주를 몰아 그 기세를 타고 종횡으로 퍼져나갔다. (중략) 옛 사람들을 제창함에 뭇 사람들이 목암 한 사람을 추천하였다."(公才驱气驾，纵横开阖，……倡鸣古人，群推牧庵一人)라고 평하였으며, 황종의(黃宗羲)는 그의 문장을 두고 "한 세대의 저자가 미칠 수 있는 바가 아니다"(非有明一代作者所能及)라고 평하였다. 또한 작곡에도 뛰어나서 《기정의》(寄征衣) 중에 "그대에게 옷을 보내려 하니 돌아오지 않고, 그대에게 옷을 보내지 않으려 하니 또한 추워요. 보내고 안 보내고 하는 사이에 첩의 몸만 실로 만 번이나 힘듭니다"(欲寄君衣君不還﹐不寄君衣君又寒。寄與不寄間﹐妾身實萬難)라 썼다. 노거(盧摯)와 나란히 칭송을 받았다.
《목암문집》(牧菴文集) 36권이 남아 있으며, 유시중(劉時中)의 저작 가운데 《요수연보》(姚燧年譜)도 있다.